# Charles-Louis d'Autriche-Teschen
Pour les articles homonymes, voir Charles-Louis d’Autriche, Charles de Habsbourg-Lorraine (homonymie) et Charles d’Autriche.
Titre
Grand maître de l'ordre Teutonique 
1er mars 1801 – 25 mars 1804
Charles-Louis d'Autriche-Teschen, archiduc d'Autriche et duc de Teschen (en allemand : Erzherzog Karl von Österreich, Herzog von Teschen, connu aussi sous le nom de Karl von Österreich-Teschen), né le 5 septembre 1771 à Florence et mort le 30 avril 1847 à Vienne, est un militaire autrichien, fils de l'empereur du Saint-Empire Léopold II 
et de son épouse Marie-Louise de Bourbon, infante d'Espagne. C'est aussi le frère de François Ier, empereur d'Autriche (ou François II du Saint-Empire). 
Grand maître de l'ordre Teutonique de 1801 à 1804, il est le fondateur de la maison de Teschen, dite également « branche des Maréchaux » de la maison de Habsbourg.
Bien qu'épileptique, Charles-Louis est très respecté en tant que commandant et réformateur de l'armée autrichienne. Il est considéré comme l'un des plus redoutables adversaires de Napoléon.

## Jeunesse et carrière militaire
Grâce à une généreuse décision de son père, Charles est adopté et élevé à Vienne et à Bruxelles par sa tante Marie-Christine d'Autriche et son mari Albert de Saxe-Teschen, tous deux sans enfant et gouverneurs des Pays-Bas autrichiens. À la mort de son oncle (1822), Charles hérite du duché de Teschen. Sa jeunesse se passe en Toscane, à Vienne et aux Pays-Bas autrichiens, dont il devient le dernier gouverneur autrichien de 1793 à 1794.
L'archiduc reçoit de bonne heure une solide éducation, et demeure un élève appliqué. Le maréchal de Bellegarde lui enseigne les premiers éléments de la stratégie militaire.
Il commence sa carrière militaire lors des guerres de la Révolution française. L'Autriche et la Prusse venaient de former la première coalition contre la France. À peine âgé de 21 ans, le prince Charles reçoit le commandement de l’avant-garde de l'armée autrichienne sous les ordres du prince de Cobourg. Il commande une brigade à la bataille de Jemappes, et dans la campagne de 1793 se distingue aux batailles de Neerwinden et d'Aldenhoven en mars 1793 . 
Son frère, l'empereur François, le nomme Grand-Croix de Marie-Thérèse, « Statthalter » (gouverneur) des Pays-Bas et l'élève à la dignité de Feld-Marschall, promotion bientôt suivie de celle de « Feldzeugmeister ». Pendant le reste de la guerre dans les Pays-Bas, il obtient des commandements importants, et il est présent à la bataille de Fleurus,.
Dans la seconde campagne, le jeune prince seconde avec talent les opérations du général Clerfayt. En 1795, il sert sur le Rhin, et les années suivantes, il est commandant en chef de toutes les forces autrichiennes sur ce front. C'est surtout dans le cadre de la campagne du Rhin, en 1796, qu'il déploie les grandes qualités qui l'ont placé au premier rang des hommes de guerre de l'époque. Il conduit les opérations contre Jourdan et Moreau en 1796 ; au début, se repliant avec prudence et évitant de prendre une décision, il lance finalement la marche, laissant un simple écran devant Moreau. Tombant sur Jourdan il le bat dans les batailles d’Amberg et de Würzbourg, le repoussant au-delà du Rhin et lui infligeant de lourdes pertes. Il se tourne alors sur l'armée de Moreau, qu'il défait et expulse d'Allemagne.
L'Autriche, délivrée de la crainte de l'invasion, la Bavière ramenée sous ses lois, la guerre reportée aux frontières de la France, la prise de Kehl et d'Huningue, tels furent les résultats obtenus par la tactique d'un général de 25 ans. Reçu triomphalement à Vienne, le prince Charles fut nommé généralissime des armées autrichiennes.

## Guerres napoléoniennes
Il rencontre alors son plus redoutable adversaire : le général Bonaparte, de deux ans son aîné, victorieux lors de la campagne d'Italie, qui allait franchir les Alpes noriques et se précipiter sur Vienne.
En 1797, il est envoyé pour arrêter la marche victorieuse de Bonaparte en Italie. Il engage avec lui sa première bataille sur les rives du Tagliamento, le 16 mars 1797, et lui oppose une résistance vigoureuse. Peu de jours après, au combat livré sur le col de Tarvis, le prince affronte la mort avec un courage héroïque, et ne cède devant Masséna qu'après les efforts les plus opiniâtres. Le général Bonaparte offre la paix à son rival par une lettre célèbre qui témoigne de son admiration pour le prince. Quelques mois après, la paix de Campo-Formio était signée : l'Autriche renonce aux Pays-Bas autrichiens et au duché de Milan qui deviennent Français. De même, la France annexe la rive gauche du Rhin et impose la libre navigation sur la Rhin, la Meuse et la Moselle. En échange, l'Autriche obtient un accès à la mer Adriatique en annexant la république de Venise, l'Istrie avec le port de Trieste et la Dalmatie avec le port de Zara. En revanche, les Iles Ioniennes passent de Venise à la France. 
À la suite de son échec en Italie, l'archiduc est nommé gouverneur et capitaine général de la Bohême le 12 décembre 1797. Rappelé à Vienne en octobre de l'année suivante, il prend la tête de l'armée d'Allemagne le 2 novembre 1798. Lors de la campagne de 1799 qui s'ensuit, il bat le général Jourdan à Ostrach le 21 mars et à Stockach le 25 mars : dans ce dernier combat, il met pied à terre et charge lui-même à la tête de ses grenadiers. Passé en Suisse, il fait assaut de manœuvres et d'audace contre Masséna, qu'il vainc pendant la première bataille de Zurich, en juin 1799. Après quoi, il rentre en Allemagne, bloque Philippsburg et repousse une fois de plus les Français au-delà du Rhin, (remportant, le 22 novembre 1798, la bataille d'Heingheim)[réf. souhaitée].
À la fin de cette campagne, écœuré de voir ses plans militaires sans cesse contrariés par le Conseil aulique, le 17 mars 1800 en désaccord avec la politique menée à Vienne, il cède le commandement à son frère l'archiduc Jean-Baptiste, et se retire en Bohême. Les victoires françaises le font bientôt rappeler au commandement de l'armée autrichienne, qui se trouvait alors désorganisée. Le général Moreau était à 30 lieues de Vienne (environ 120 km). La bataille de Hohenlinden oblige l'archiduc vaincu à demander l'armistice à Steyr, le 25 décembre, armistice suivi de la paix de Lunéville qui confirme le traité de Campoformio.
Président du Conseil aulique le 10 janvier 1801, il entre le 1er mars suivant dans l'ordre des Chevaliers teutoniques dont il devient le grand-maître le 27 juillet. Sa popularité est telle que la diète de Ratisbonne, réunie en 1802, propose d'ériger une statue en son honneur et de lui donner le titre de sauveur de la patrie, mais le héros de 31 ans refuse ces preuves ostentatoires de reconnaissance. Le 25 mars 1804, il démissionne de sa charge de grand-maître des chevaliers teutoniques.
Lors de la guerre de 1805, l'archiduc Charles, qui s'était prononcé contre la guerre et qui ne fut pas consulté sur les plans de la campagne, reçut néanmoins le commandement de l'armée réunie en Italie sur l'Adige, qui devait être l'armée principale. Cependant les événements font de l'Allemagne le théâtre principal des opérations, et les défaites successives des armées alliées sur le Danube neutralisent le succès obtenu par l'archiduc sur Masséna dans un combat désespéré à la bataille de Caldiero où il déploie toutes les ressources de son talent et ramène intacte l'armée qui lui avait été confiée.
Après la paix de Presbourg, il est nommé chef du Conseil aulique de guerre et généralissime des armées (Generalfeldmarschal). Profitant de son prestige — il est le seul général s'étant montré capable de battre les armées françaises — il lance des réformes de grande envergure qui remplacent les méthodes désuètes du XVIIIe siècle. Il profite de la paix pour commencer un travail de réorganisation de l'armée, supprimant le service militaire à vie, instituant la conscription, interdisant les châtiments corporels, adoptant les tactiques françaises de combat. La nouvelle armée est surprise, en pleine réorganisation, par la guerre de 1809.

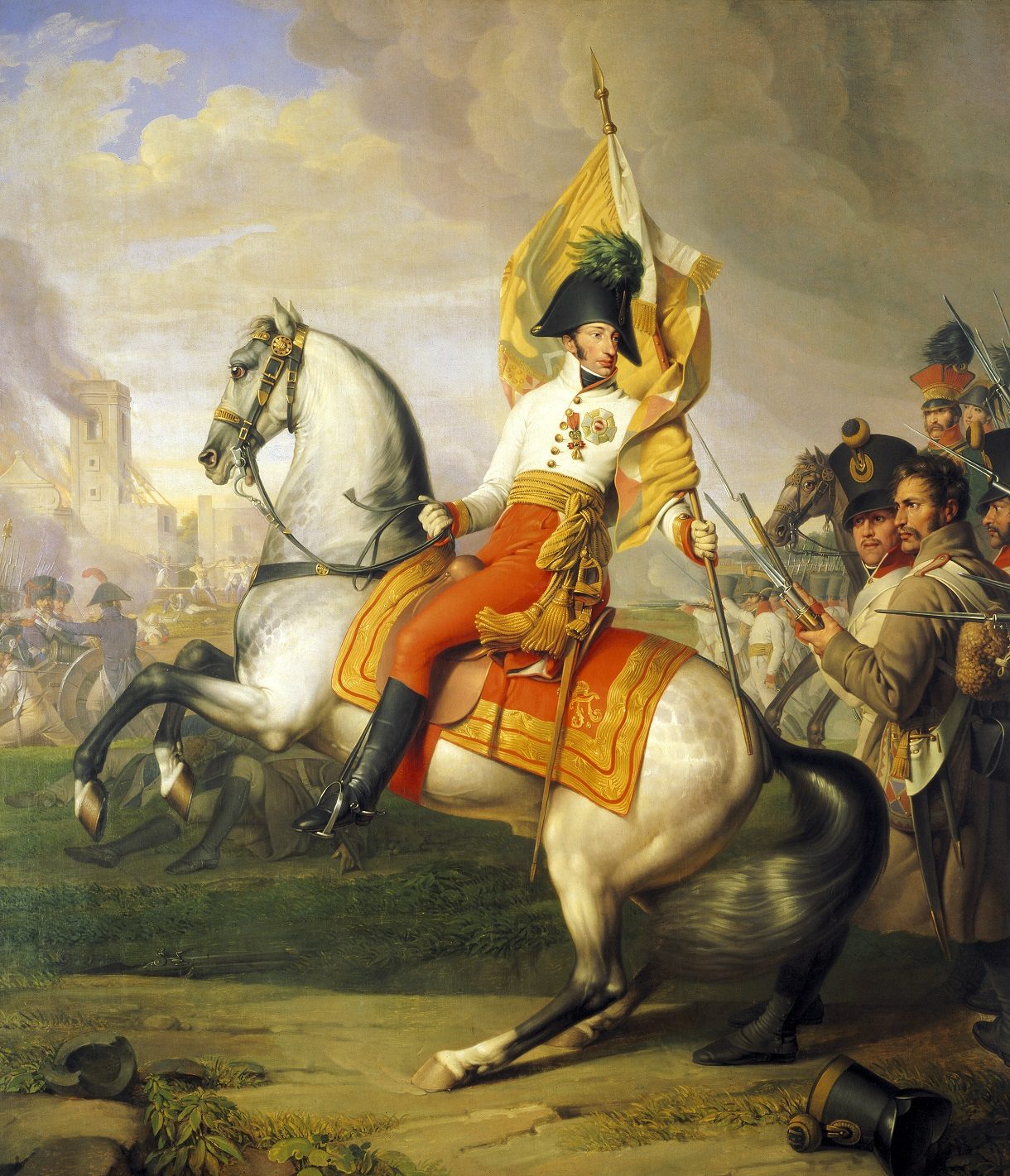
L'archiduc Charles d'Autriche à la bataille d'Essling (21-22 mai 1809), par Johann Peter Krafft.

Les premiers succès sont neutralisés par les revers des batailles d'Abensberg, Landshut et Eckmühl. Après l'évacuation de Vienne ont lieu les terribles batailles d'Aspern-Essling et Wagram, à l'issue desquelles les Autrichiens, bien que vaincus, infligent à l'empereur des Français une perte de plus de 50 000 hommes. Au combat sanglant d'Aspern, le courage de l'archiduc fait l'admiration de tous : chaque fois que l'archiduc voit ses soldats fléchir, il saute à bas de son cheval, saisit un drapeau et les ramène au combat. Le chancelier prince de Metternich convainc alors l'Empereur de signer la paix de Schönbrunn.
La nouvelle armée autrichienne a montré qu'elle était une adversaire plus redoutable que l'ancienne, face à l'armée trop hétérogène de Napoléon. Elle ne succombe qu'après une lutte désespérée. Cependant à la fin de la campagne, l'archiduc, désavoué, renonce à toutes ses charges militaires. Sa dernière bataille est celle de Wagram, où il est blessé et écarté du commandement,.
À 38 ans, il vit dans la retraite, emportant avec lui le renom d'un grand capitaine.
Comme son illustre rival Napoléon, il a retracé avec la plume les grandes choses qu'il avait exécutées avec l'épée, en consacrant une partie de ses loisirs à la composition de plusieurs ouvrages militaires fort estimés. L'archiduc Charles, mandataire de l'Empereur des Français, avait conduit à l'autel sa nièce, la jeune archiduchesse Marie-Louise d'Autriche devenue l'épouse de Napoléon. Il servit aussi de guide et de protecteur au roi de Rome, fils issu de l'union entre l'empereur Napoléon et l'impératrice Marie-Louise. Il entoura de soins et de conseils le duc de Reichstadt qui lui témoignait les sentiments d'une affection toute filiale.
L'archiduc Charles-Louis meurt à Vienne le 30 avril 1847. Il est inhumé dans la tombe 122 de la crypte impériale de Vienne.
Une statue équestre est érigée en son honneur, sur la Heldenplatz en 1860.

## Union et postérité

L'archiduc Charles en famille (1832), par Johann Ender.

En 1796, il fut question de marier le jeune archiduc à sa cousine Marie-Thérèse de France, fille de Louis XVI et Marie-Antoinette. Récemment libérée de la prison du Temple à Paris (échangée contre des soldats français détenus par l'Autriche) après trois ans de captivité, ayant vu périr sa famille, la jeune princesse déclara qu'elle ne pouvait épouser un homme « ennemi de son pays ».
À partir de 1809, l'archiduc Charles-Louis passe le reste de sa vie dans la retraite, exception faite, pour une courte période en 1815, quand il fut nommé « gouverneur de la ville de Mayence ». En 1822, la mort de son oncle et tuteur Albert de Saxe-Teschen le fait duc de Teschen.
L'archiduc Charles épouse au château de Weilburg, le 17 septembre 1815 la princesse Henriette de Nassau-Weilbourg (née au château de l'Hermitage, près de Bayreuth le 30 octobre 1797 et morte à Vienne le 29 décembre 1829). La mariée est la fille du prince régnant Frédéric-Guillaume de Nassau-Weilbourg (1768-1816) et de la burgravine Louise-Isabelle de Kirchberg (1772-1827). L'archiduc Charles-Louis et la princesse Henriette ont sept enfants :
- Marie-Thérèse (31 juillet 1816, Vienne - 8 août 1867, Abano). Épouse en 1837 Ferdinand II de Bourbon, roi des deux Siciles ;
- Albert (3 août 1817, Vienne - 18 février 1895, Vienne), duc de Teschen, deviendra un des plus célèbres généraux d'Europe. Épouse en 1844 Hildegarde de Bavière ;
- Charles-Ferdinand (29 juillet 1818, Vienne - 20 novembre 1874, Groß Seelowitz), épouse en 1854 sa cousine Élisabeth d'Autriche, fille du Palatin de Hongrie (1831-1903) ;
- Frédéric-Ferdinand d'Autriche (14 mai 1821, Vienne - 5 octobre 1847, Vienne), célibataire ;
- Rodolphe (25 septembre 1822, Vienne - 11 octobre 1822, Vienne) ;
- Marie-Caroline (10 septembre 1825, Vienne - 17 juillet 1915, Baden). Épouse en 1852 son cousin Rainier de Habsbourg-Lorraine, fils de l'archiduc Rainier d'Autriche ;
- Guillaume-François d'Autriche (21 avril 1827, Vienne - 29 juillet 1894, Weikersdorf, près de Vienne). Grand maître de l’ordre Teutonique le 25 juin 1863[11].

## Évaluation

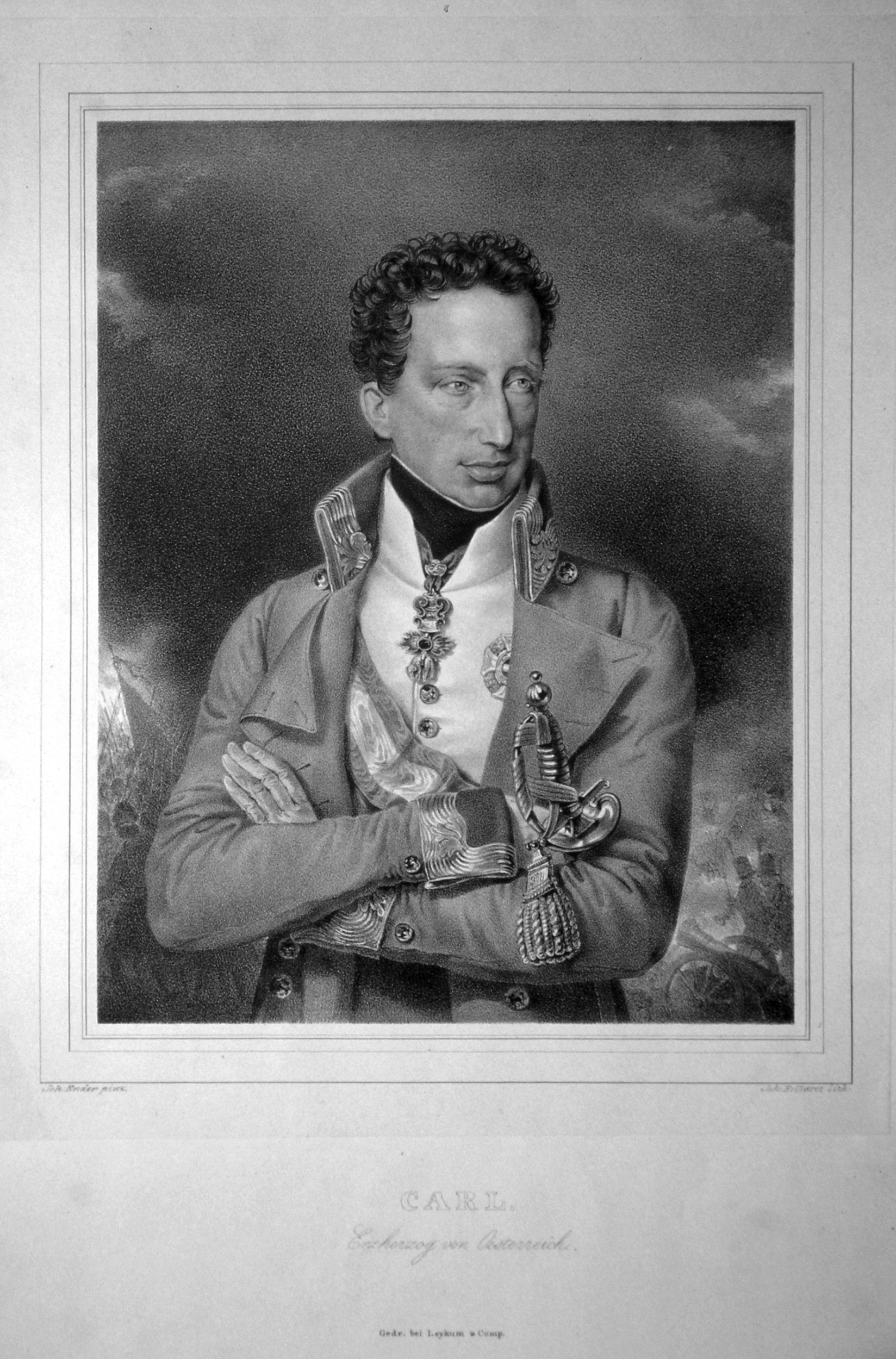
Charles-Louis d'Autriche-Teschen (1840), lith. de Johann Baptist Clarot.

Bien que favorisant habituellement la défensive, l'archiduc Charles est en même temps capable de déployer des stratégies agressives plus audacieuses. Ses compétences tactiques dans l’exécution d'un mouvement tournant de large envergure, par exemple à Wurtzbourg et à Zurich, ou dans le maniement d'un grand nombre d'hommes, comme à Aspern-Essling et lors de la bataille de Wagram, sont certainement égales à celle de n'importe quel chef de son temps. Sa campagne de 1796 — il n'a alors que 25 ans — est considérée comme presque parfaite. Après la défaite de l'Autriche lors de la guerre de la Troisième Coalition en 1805, c'est lui qui mène les réformes militaires, s'inspirant du modèle napoléonien, en créant des corps d'armée auquel il adjoint une force de réserve (la Landwehr), en renforçant l'artillerie ainsi que la rapidité et l'efficacité globale de son armée. Sa défaite en 1809 est dû en partie à la supériorité numérique des Français et de leurs alliés, ainsi qu'à l'état de ses troupes trop fraîchement réorganisées. Ses six semaines d'inaction après la victoire d'Aspern, en l'attente de renforts d'Italie, déchaînent des critiques défavorables et souvent injustifiés.
Il aimait répéter le conseil suivant : « rien ne doit être risqué si votre propre armée n'est pas en sécurité ». Une règle qu'il oublia pourtant avec de brillants résultats en 1796. Il disait « les points stratégiques (et non la défaite de l'armée ennemie) décident de l'avenir de son propre pays, ils doivent donc rester de façon permanente à l'attention du général », une maxime qui s'est montrée erronée durant la guerre de 1809. L'éditeur des travaux de l'archiduc ne peut opposer qu'une faible défense face au reproche de Clausewitz qui arguait que Charles attachait plus de valeur au terrain qu'à la destruction de l'ennemi. Dans ses écrits tactiques, le même esprit est présent. Sa réserve pendant les batailles sert à couvrir la retraite. 

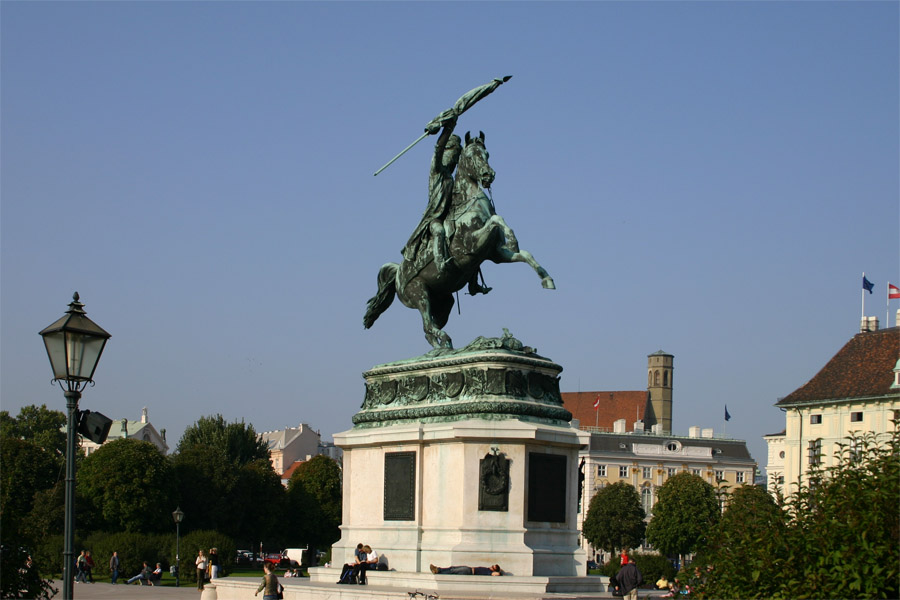
Statue de l'archiduc Charles sur l'Heldenplatz à Vienne.

L’influence de ces principes humanistes, bientôt dépassés par le cynisme et la violence des générations suivantes, est clairement démontrée après la mort de l'archiduc lorsque l’armée autrichienne préfère se maintenir à Königgrätz-Josefstadt en 1866, considéré comme un emplacement stratégique, plutôt que de battre séparément les armées prussiennes, ainsi que dans les plans étranges produits à Vienne pour la campagne de 1859 et l’inintelligible bataille de Montebello. La théorie et la pratique de l’archiduc Charles forment un contraste saisissant, unique dans l'histoire militaire. La première semble angélique mais la seconde déploie une activité qui fait de lui l'un des meilleurs opposants à Napoléon.

## Publications
- Principes de stratégie, Vienne, 1814[8].
- Campagne d'Allemagne et de Suisse en 1799, Vienne, 1819[8].

## Phaléristique
L'archiduc Charles-Louis est :
- 831e chevalier de l'ordre de la Toison d'or (Saint-Empire romain germanique) (1790).
- Grand-croix en diamants de l'ordre militaire de Marie-Thérèse (Saint-Empire romain germanique) (1793).
- Chevalier de l'ordre de Saint-Hubert (royaume de Bavière) (1844).
- Grand-croix de l'ordre de la Croix du Sud (empire du Brésil).
- Grand-croix de la Légion d'honneur du royaume de France.
- Chevalier de l'ordre de l'Aigle noir (royaume de Prusse) (1835).
- Chevalier de 1re classe de l'ordre de l'Aigle rouge (royaume de Prusse).
- Chevalier de l'ordre de Saint-André (Empire russe).
- Chevalier de l'ordre de Saint-Alexandre Nevski (Empire russe).
- Chevalier de l'ordre de l'Aigle blanc (Empire russe).
- Chevalier 1re classe de l'ordre de Sainte-Anne (Empire russe).
- Grand-croix de l'ordre de Saint-Joseph (grand-duché de Toscane).
- Grand-croix de l'ordre de Saint-Ferdinand et du mérite (royaume des Deux-Siciles).
- Chevalier de l'ordre de Saint-Janvier (royaume des Deux-Siciles).
- Grand-croix honoraire de l'ordre du Bain (Royaume-Uni) (1834).